# ويليام أبنر إيدي
ويليام أبنر إيدي (بالإنجليزية: William Abner Eddy)‏ هو مخترِع ومصور وصحفي أمريكي، ولد في 28 يناير 1850 في نيويورك في الولايات المتحدة، وتوفي في 26 ديسمبر 1909 في بايون في فرنسا.